# یواس‌اس شربرن (ای‌پی‌ای-۲۰۵)
یواس‌اس شربرن (ای‌پی‌ای-۲۰۵) (به انگلیسی: USS Sherburne (APA-205)) یک کشتی بود که طول آن ۴۵۵ فوت (۱۳۹ متر) بود. این کشتی در سال ۱۹۴۴ ساخته شد.